# Walentina Igoschina

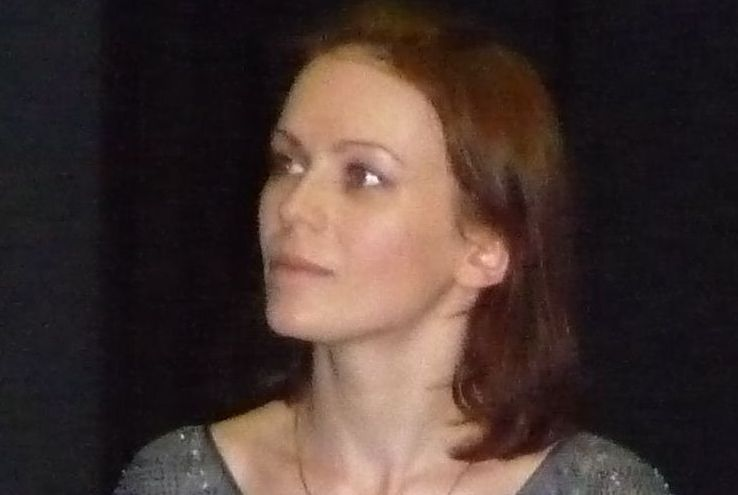
Walentina Igoschina (2009)

Walentina Ewgenjewna Igoschina (russisch Валентина Евгеньевна Игошина; * 4. November 1978 in Brjansk, Oblast Brjansk, Russland) ist eine russische klassische Pianistin.

## Biographie
Walentina Igoschina begann den Klavierunterricht bei ihrer Mutter im Alter von vier Jahren. Ab zwölf Jahren besuchte sie die Moskauer Zentralschule für Musik für begabte Schüler und wurde danach Schülerin von Sergei Dorenski und Larissa Dedowa am Moskauer P.-I.-Tschaikowski-Konservatorium.
Igoschina war auch Lehrerin für Klavier am Moskauer Konservatorium. Derzeit (Mai 2021) lebt sie in Paris und reist ausgiebig für Konzerte und Recitals. Sie spricht fließend Englisch, Französisch und Russisch.

## Laufbahn

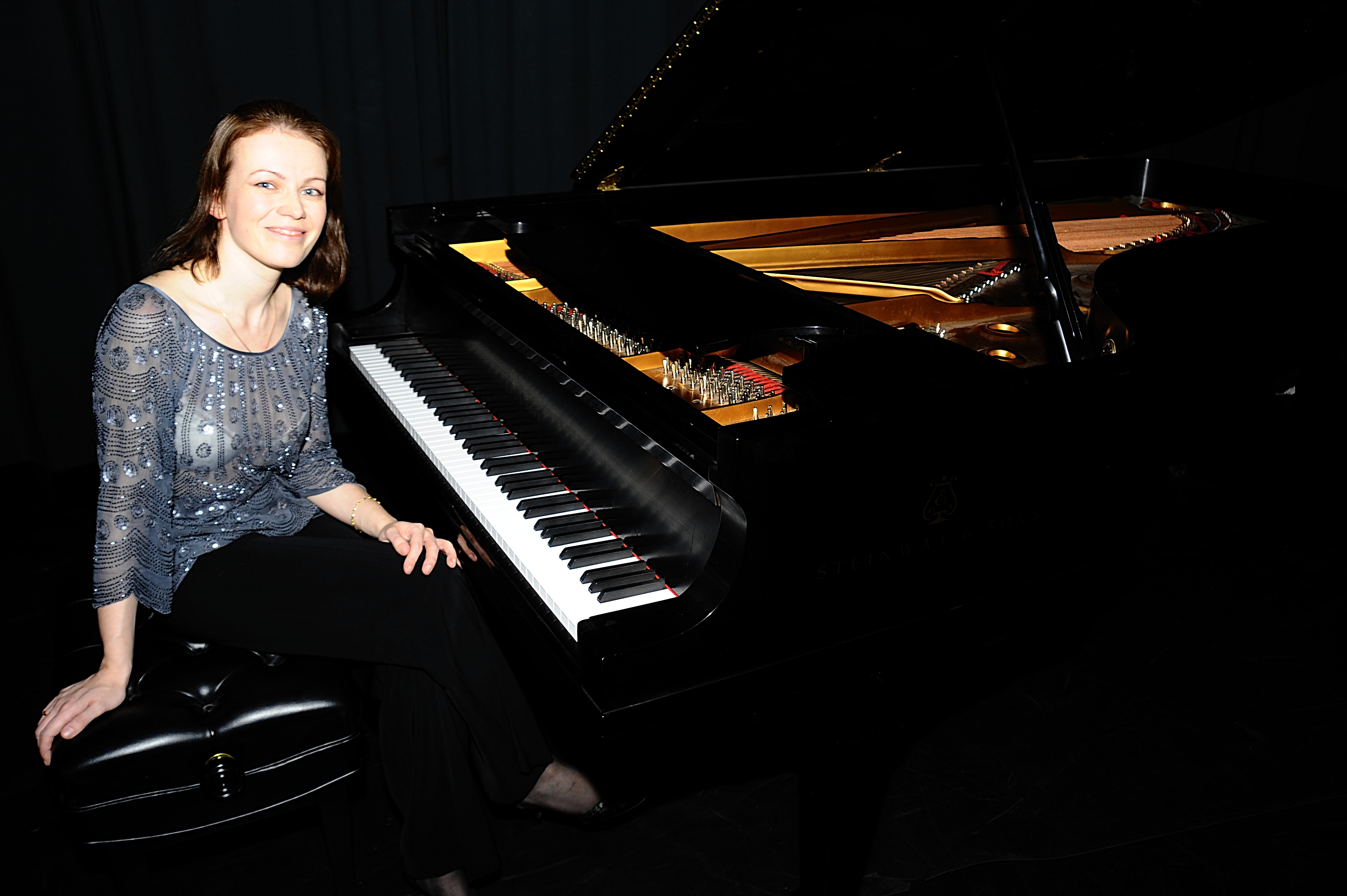
Walentina Igoschina (2009)

Sie gab Recitals in der Queen Elizabeth Hall in London (im Rahmen der Harrod’s International Piano Series), in der Tonhalle in Zürich und in der Reihe La Società dei Concerti in Mailand. Weiter in Paris im Théâtre de l’Athénée, im Auditorium du Conservatoire Maurice Ravel und im Théâtre du Châtelet. Ferner im Cloître des Jacobins in Toulouse, an der Académie Internationale d’été de Nice (Frankreich), in Mons (Belgien; mit dem Violinisten Augustin Dumay), in Ropraz (Schweiz) und in Gagnac-sur-Cère (Frankreich; mit dem Cellisten Mark Drobinsky), in der Baltischen Philharmonie in Danzig, in St. Louis (Missouri; mit den Violinisten Michael Ludwig und David Halen), in der Tokyo Bunka Kaikan Hall (Japan; mit der Flötistin Junko Ukigaya) und in der Taj Palace Hall in Chandigarh (Indien; mit Musik von Pjotr Iljitsch Tschaikowski).
Sie wurde unter anderem eingeladen vom Königlichen Concertgebouw-Orchester unter Markus Stenz in Amsterdam, vom Hallé-Orchester unter Mark Elder in Manchester und vom BBC Scottish Symphony Orchestra unter Alexander Titov in Aberdeen. Weiter von den Brandenburger Symphonikern unter Takao Ukigaya, vom Sinfonieorchester der Nationalphilharmonie Warschau unter Antoni Wit, vom Nationalen Symphonieorchester des Polnischen Rundfunks unter Michal Klauza und vom London Philharmonic Orchestra unter Carl Davis.
Sie nahm ferner an zahlreichen Festivals teil, wie z. B. am Festival La Roque-d’Anthéron (Frankreich), am Ravello Music Festival (Italien), am Duszniki-Zdrój Chopin Festival (Polen), am Póvoa de Varzim (Distrikt Porto) und an der Styriarte in Graz (Österreich). Weiter am Montpellier Festival, am Belém Festival in Lissabon und am Les Musicales de l’Eure Festival in Pacy-sur-Eure (Frankreich).
Zu den Höhepunkten ihrer Karriere zählen Konzerte mit dem Orquestra Simfònica de Barcelona i Nacional de Catalunya unter Josep Caballé i Domenech (Rachmaninoffs Rhapsodie über ein Thema von Paganini), dem Orquesta Filarmónica de Santiago in Chile unter Jan Latham-Koenig (Chopins Klavierkonzert Nr. 1) und der Real Filharmonía de Galicia unter Antoni Ros i Marbà (Prokofjews Klavierkonzert Nr. 2).
Außerdem arbeitete sie sowohl in Russland als auch in Italien mit Alexander Wedernikow während seiner Amtszeit am Bolschoi-Theater zusammen und ist im Großen Saal des Moskauer Konservatoriums aufgetreten. Igoschina trat auch mit Orchestern in Krakau (Polen), Sacramento (Kalifornien), Danzig (Polen), St. Louis (Missouri) (unter Robert Hart Baker), Saint-Etienne (Frankreich), Tokio (Japan), Moskau, St. Petersburg und Brjansk (Russland), Sofia (Bulgarien), Budapest (Ungarn) (unter Izaki Masahiro) und vielen anderen Orten auf. Sie hat oft als Jurorin bei Klavierwettbewerben in ganz Europa und anderswo fungiert.

## Auszeichnungen
- 1993: Erster Preis des Rubinstein-Wettbewerbs in Bydgoszcz (Polen)[5]
- 1997: Erster Preis und Spezialpreis des Internationalen Sergei-Rachmaninow-Klavierwettbewerbs in Moskau[2]
- 2002: Zweiter Preis an der Atlanta International Piano Competition (Giorgia)[6]
- 2002: Erster Preis am Concorso Pianistico Internazionale „Premio Giuliano Pecar“ in Gorizia (Italien)[2]
- 2003: Preisträgerin des Concours Reine Elisabeth in Brüssel[4]
- 2006: Zweiter Preis des Internationalen José-Iturbi-Klavierwettbewerbs in Valencia, Spanien[4]
- 2008: Auszeichnung „Disc of the Month“ für „Chopin: Complete Waltzes“ vom Classic FM Magazine
- Walentina Igoschina steht auf der Liste der großen Pianistinnen, die auf Forte-Piano-Pianissimo.com zusammengestellt wurde.[7]

## Diskographie
- Dvořák: Sonatine op. 100; Prokofjew: Sonate für Flöte und Klavier op. 94; Franck: Sonate für Flöte und Klavier op. 120; mit der Flötistin Junko Ukigaya; Antes (Edition Kammermusik) 2018
- Rachmaninow: Prélude op. 23 Nr. 5, Prélude op. 32 Nr. 10, Corelli-Variationen; Chopin: Préludes op. 28 Nr. 1–24; RS Real Sound Productions („EXcellence“-Serie) 2013
- Schostakowitsch: Klavierkonzert Nr. 1  für Klavier, Trompete und Streichorchester op. 35, Suite aus der Bühnenmusik „Hamlet“ op. 32a, Klavierkonzert Nr. 2 op. 102; Deutsche Kammerakademie Neuss; Warner Classics International 2010
- „Valentina Igoshina Plays Chopin“; Chopin: Grande Valse brillante Es-Dur op. 18, Walzer Nr. 6 Des-Dur op. 64 Nr. 1 („Minutenwalzer“), Nocturne Nr. 13 c-Moll op. 48 Nr. 1, Prélude Nr. 7 A-Dur op. 28, Prélude Nr. 15 Des-Dur op. 28 („Regentropfen-Prélude“), Etüde in Ges-Dur op. 10 Nr. 5 („Schwarze-Tasten-Etüde“), Scherzo Nr. 1 h-Moll op. 20, Sonate b-Moll op. 35, 3. Satz, Polonaise As-Dur op. 53 („Héroïque“), Etüde Nr. 3 E-Dur op. 10 („Tristesse“), Impromptu Nr. 4 cis-Moll op. 66; Tony Palmer Films / Voiceprint Records 2010 (DVD; in einer Rezension der Los Angeles Times hieß es: „Danach werden Sie die Musik von Chopin nie wieder auf dieselbe Weise hören können“)
- „Chopin“; Chopin: Valse brillante op. 34 Nr. 1 As-Dur, Walzer op. 64 Nr. 1 Des-Dur („Minutenwalzer“), Walzer op. 70 Nr. 2 f-Moll, Walzer op. 70 Nr. 1 Ges-Dur, Walzer op. 69 Nr. 2 h-Moll, Walzer op. 64 Nr. 3 As-Dur, Grande Valse brillante op. 18 Es-Dur, Walzer op. 69 Nr. 1 As-Dur, Valse brillante op. 34 Nr. 3 F-Dur, Valse brillante op. 34 Nr. 2 a-Moll, Walzer e-Moll, Walzer op. 64 Nr. 2 cis-Moll, Walzer op. 70 Nr. 3 Des-Dur, Grande Valse op. 42 As-Dur, Walzer Es-Dur (Anhang), Walzer a-Moll, Walzer E-Dur, Walzer As-Dur, Walzer Es-Dur; Lontano Music 2008 („Disc of the Month“ des Classic FM Magazine)[8]
- „Valentina Igoshina“; Mussorgski: Bilder einer Ausstellung; Schumann: Carnaval für Piano op. 9; Warner Classics International 2008
- Chopin: Nocturne für Piano Nr. 13 op. 48 Nr. 1, Ballade für Piano Nr. 3 op. 47, Ballade für Piano Nr. 4 op. 52; Mussorgski: Bilder einer Ausstellung; Classical Records 2004

Igoschina hat Live-Aufnahmen für BBC Radio 3, ABC Classic FM und BBC Scotland eingespielt sowie die Tonspuren für Tony Palmers Filme The Harvest of Sorrow (an dem Projekt arbeiteten auch Waleri Abissalowitsch Gergijew und Michail Wassiljewitsch Pletnjow) und The Strange Case of Delphina Potocka. In letzterem Film spielte sie eine der Hauptrollen.